# Shirō Saitō
Shirō Saitō (斎藤 志郎?, Saitō Shirō; Sakata, 31 agosto 1956) è un attore e doppiatore giapponese.

## Biografia
È laureato presso la Yamagata Prefectural Sakata Technical High School ed ha fatto un corso di diritto alla Toyo University. Dopo la laurea, ha lavorato nella sezione civile del municipio per sei anni e mezzo prima di andare in pensione e diventare un attore. Ha spesso doppiato voci di cattivi o non umani nel campo dell'animazione come Mamezo in Kekkaishi o Vilgax in Ben 10.

## Doppiaggio

### Animazione televisiva
- Black Lagoon (Bao)
- Bleach (Yoruichi Shihōin - cat form)
- Blue Dragon (Nene)
- Claymore (Master of the Inn)
- Detective School Q (Masahiko Takase, Heiji Odajima)
- Dragon Ball Super (Sorbet, Potage, Toppo)
- Fairy Tail (Bluenote Stinger)
- Gallery Fake (Hō)
- GeGeGe no Kitarō (Ushiki)
- Hell Girl (Fukumoto)
- Il conte di Montecristo (Captain Ekurēru)
- InuYasha (Hōsenki II)
- Kekkaishi (Mamezō)
- MapleStory (Bartol)
- Megalo Box (Gansaku Nanbu)
- Meitantei Conan (Mitsuaki Funato)
- Musashi Gundoh (Ryōgen)
- One Piece (Dagama, Rockstar (ep. 1109-))
- Overlord (Vesture Kloff Di Laufen)
- PPG Z - Superchicche alla riscossa (Fuzzy Lumpkins)
- Play Ball (Okamoto)
- Ragna Crimson (Garm Ulban)
- Rust-Eater Bisco (Jabi)
- Viewtiful Joe (Blocky)
- Yakitate!! Japan (Ryū Ryoman)
- Yashahime: Princess Half-Demon (Hōsenki II)

### OVA e ONA
- Garouden: The Way of the Lone Wolf - Ranbō
- Saint Seiya The Hades Chapter - Inferno 9 (Acheron Charon)

### Animazione teatrale
- Gake no Ue no Ponyo (Additional voice)
- Il professor Layton e l'eterna Diva (Ispettore Chelmey)
- Mononoke-hime (Cattleman)
- Sen to Chihiro no Kamikakushi (Additional voice)

### Videogiochi
- Boku no Natsuyasumi 3 (Ryō Ōgami)
- Cowboy Bebop - Tsuioku no serenade (Patrick Johnson)
- Dragon Quest VIII: L'odissea del re maledetto (versione 3DS) (Mastro Dominico)
- Eternal Sonata (Tuba)
- Final Fantasy XII (Migelo)
- Il professor Layton e il paese dei misteri (Ispettore Chelmey)
- Il professor Layton e lo scrigno di Pandora (Ispettore Chelmey)
- Il professor Layton e il futuro perduto (Ispettore Chelmey)
- Il professor Layton vs. Phoenix Wright: Ace Attorney (Ispettore Chelmey)
- Jeanne d'Arc (La Hire)
- Kameo: Elements of Power (Warrior Trainer)
- Panzer Dragoon Orta (Abadd)
- Ratchet & Clank (Skidd's Manager)
- Tom Clancy's Rainbow Six: Vegas 2 (Alvarez Cabrero)

### Altri doppiaggi
- Armageddon - Giudizio finale (Nippon TV edition) (Lev Andropov)
- Back to the Future series (Nippon TV edition) (Biff Tannen)
- Blade (DVD/VHS edition) (Quinn)
- Blue Thunder (Captain Jack Braddock)
- Crescere, che fatica! (Chet Hunter)
- Nome in codice: Broken Arrow (TV Asahi edition) (Kelly)
- The Country Bears (Zeb Zoober)
- Damo (Kato Masayuki)
- Dharma & Greg (Myron Lawrence "Larry" Finkelstein)
- The Fifth Element (Blu-Ray edition) (President Lindberg)
- The Flintstones in Viva Rock Vegas (Big Rocko)
- Good Advice (Barry Sherman)
- Serie di film di Harry Potter (Rubeus Hagrid)
- Heroes (Arthur Petrelli)
- Home Alone 3 (Nippon TV edition) (Earl Unger)
- So cosa hai fatto (TV edition) (Benjamin Willis)
- Incubo finale (TV edition) (Benjamin Willis)
- Kill Bill (Bald Sushi Shop Guy)
- King Arthur (Bors)
- A Knight's Tale (TV edition) (Roland)
- Il Signore degli Anelli: La Compagnia dell'Anello (Farmer Maggot)
- The Matrix Reloaded (Fuji/Nippon TV edition) (Agent Thompson)
- The Matrix Revolutions (Fuji TV edition) (The Train Man)
- The Medallion (Commander Hammerstock-Smythe)
- Medium (Joey Carmichael ("Being Joey Carmichael"))
- Men in Black II (TV Asahi edition) (Additional voice)
- The Mothman Prophecies - Voci dall'ombra (DVD edition) (Gordon Smallwood)
- The Mummy Returns (Fuji TV edition) (Spivey)
- Murphy Brown (Eldin Bernecky)
- Night at the Museum: Battle of the Smithsonian (Ivan IV of Russia)
- Notting Hill (Max)
- Pirates of the Caribbean: At World's End (Jimmy Legs)
- Pirates of the Caribbean: Dead Man's Chest (Jimmy Legs)
- Planet of the Apes - Il pianeta delle scimmie (TV edition) (Limbo)
- Punisher: War Zone (Billy Russoti)
- Seinfeld (DVD edition) (Cosmo Kramer)
- Snatch - Lo strappo (Boris "Lametta" Yurinov)
- Space Jam (Additional voice)
- Speed (TV Asahi edition) (Sam)
- Transporter 2 (TV Asahi edition) (Dimitri)
- Tremors 4: The Legend Begins (Black Hand Kelly)
- Troy (TV Asahi edition) (Ajax)
- Tru Calling (Carl Neesan)
- Ugly Betty (Ignacio Suarez)
- Van Helsing (TV Asahi edition) (Igor)

#### Animazione
- American Dragon: Jake Long (Fu Dog)
- Ben 10 (Vilgax)
- Brandy & Mr. Whiskers (Boris, Mister Cantarious)
- Buzz Lightyear of Star Command (Torque)
- Cloudy with a Chance of Meatballs (Tim Lockwood)
- Coraline (Mister Bobinsky)
- Finding Nemo (Jaq the Cleaning Shrimp)
- The Incredibles (Lucius Best/Frozone)
- Jackie Chan Adventures (Peter Bailey)
- Monsters, Inc. (Claws, Harryhausen Monster)
- The Powerpuff Girls (FBI Investigator ("Monstra-city/Shut the Pup Up"))
- Spider-Man and His Amazing Friends (Beetle)
- Super Robot Monkey Team Hyperforce Go! (Mandarin)